# ミュンヘン - レングリース線
ミュンヘン - レングリース線（ドイツ語: Bahnstrecke München–Lenggries）はドイツ連邦共和国バイエルン州の州都ミュンヘンの中央駅と同州レングリースを結ぶ単線鉄道路線である。中間経由地はダイゼンホーフェン、ホルツキルヒェン、バートトェルツで、ミュンヘン - ホルツキルヒェン間には複線線路と電車線が備えている。

## 歴史

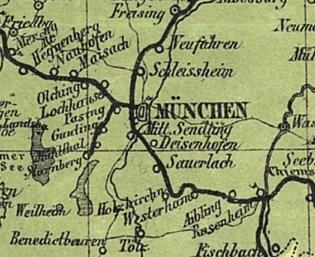
ミュンヘン周辺の幹線鉄道（1861年）

ミュンヘン - ホルツキルヒェン間はマングファル谷線と共にバイエルン王国のマクシミリアン鉄道の一部として建設された。1840年代にミュンヘン - ローゼンハイム間の鉄道建設は既に計画された。最初の建設区間はミュンヘン - ヘッセローエ旧駅間で、1854年6月28日より開通・運営された。開通当時に経路は現在と異なって、シュレッダー街市電停留場付近を通過しガングホーフェン街上に南方向に伸びた。ミュンヘン - ハラース間は1860年頃現在の区間に移設された。ローゼンハイム方面の建設はグロン、キルヒドルフ、バートアイブリングの経由で計画された。1850年に鉄道建設はHを通過する経路で許可された。これはヨーゼフ・フォン・マッファイが設立した鉄道組合の、線路をミースバッハ炭鉱近くに引く計画とは対比した。グロースヘッセローエ鉄道橋の建設は1851年に開始された。バイエルン王国政府は、鉄道組合の財政難のため、1852年以降財政問題に責任を取った。1857年10月31日にこの路線はホルツキルヒェン駅を経てローゼンハイムまで延長された。1865年にミュンヘン - グロースヘッセローエ区間線路は複線となった。1871年にグラーフィング経由の新線は開通されたことでミュンヘン - ホルツキルヒェン間は重要性を失った。
1874年6月1日にバイエルン王立鉄道（略: K.Bay.Sts.B.）はホルツキルヒェン - トェルツ（現在バートトェルツ）間鉄道を隣接地域鉄道（Vizinalbahn）として開通した。1883年にテガーン湖線は私鉄運営で接続したことで、この路線の重要性は回復された。1891年よりイーザル谷線はグロースヘッセローエ駅近くにこの路線と交差した。ダイゼンホーフェン - ホルツキルヒェン間の2番目の線路は1900年5月12日に備えられた。1909年にグロースヘッセローエ鉄道橋は改築された。
1918年にバイエルン議会はバートトェルツ - レングリース間の地方鉄道建設を議決した。当時にバートトェルツ駅は地形上の理由で移転する必要があった。バートトェルツ - レングリース間の鉄道建設工事は1924年9月3日に完了した。
1952年から1953年までグリューンヴァルト信号所、ランツェンハール信号所、アルゲット信号所はグロースヘッセローエ - オッターフィング間に設置された。3個所の信号所は1969年に閉塞信号機よる自動閉塞システム（Selbstblocksignal）に置き換えられるまで運営された。1957年9月29日の時刻表改正に伴って電車線はミュンヘン - ゾルン間に設備されて、1968年9月にゾルン - ホルツキルヒェン間は電化区間となった。
ミュンヘンオリンピックの開催時にS10系統はミュンヘン - ゾルン間に導入された。1975年にミュンヘン - ホルツキルヒェン間はミュンヘンSバーン路線網に編入された。1975年6月8日、ヴァルンガウで二篇の急行列車が正面に衝突する事故が発生した。この事故で41人が死亡して126人が負傷を負った。事故現場のヴァルンガウ駅とシャフトラッハ駅の間では安全側線ないので、両駅の輸送係駅員が交信しながら列車衝突を避けねばならない状況であった。
1998年11月29日にバイエルン・オーバーラント鉄道（Bayerische Oberlandbahn, BOB）はバイエルン鉄道会社（Bayerische Eisenbahngesellschaft, BEG）の委託普通列車系統を引き受けた。2013年12月14日にBOBはS27系統を普通列車系統に取り替えた。

## 運行形態

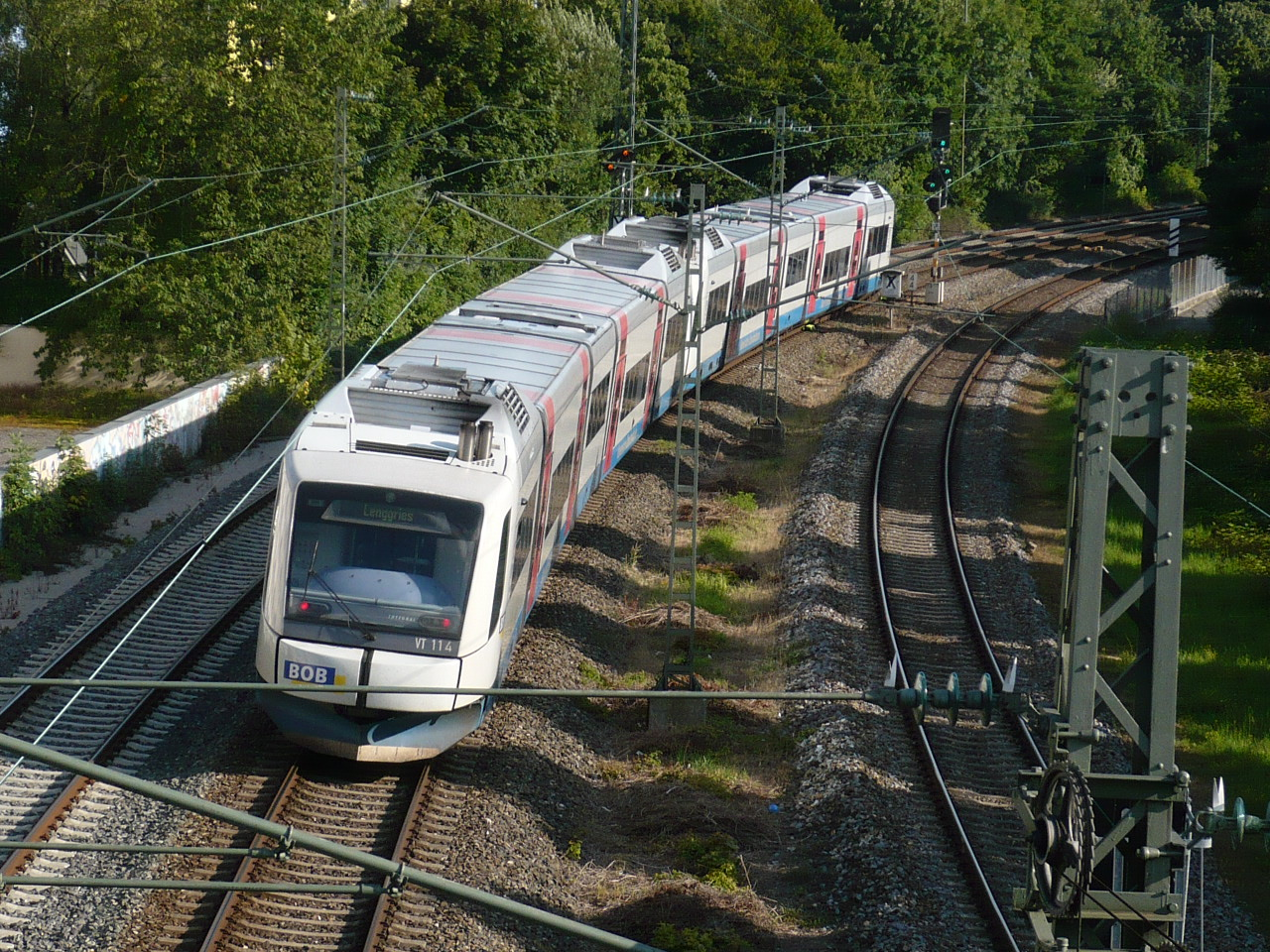
ハラース駅とハイメーラン広場駅の間に走行するBOBのインテグラル気動車

この路線の運賃制はミュンヘン運輸運賃連合（Münchner Verkehrs- und Tarifverband, MVV）により管理・運営されている。
- 普通列車（RB55/RB56/RB57）: ミュンヘン - ドナースベルガーブリュケ - ハラース - ホルツキルヒェン - バイリシュツェル/レングリース/テーガーンゼー[12]。
- 普通列車（RB58）: ミュンヘン - ドナースベルガーブリュケ - ハイメーラン広場駅 - ハラース - ミッターゼンドリング - ジーメンス工場駅 - ゾルン - ダイゼンホーフェン （- ホルツキルヒェン - アイブリング - ローゼンハイム）。
- Sバーン（S3）: マメンドルフ - パージング - ライム - ドナースベルガーブリュケ - ミュンヘン - ミュンヘン東駅 - ギージング - ダイゼンホーフェン - ザウアーラ - オッターフィング - ホルツキルヒェン。
- Sバーン（S7）: ミュンヘン - ドナースベルガーブリュケ - ハイメーラン広場駅 - ハラース - ミッターゼンドリング - ジーメンス工場駅 - ゾルン - グロースヘッセローエ（イーザル谷線） - ホェルリーゲルスクロイト -  ヴォルフラツハウゼン。
- Sバーン（S20）: パージング - ハイメーラン広場駅 - ミッターゼンド - ジーメンス工場駅 - ゾルン - グロースヘッセローエ（イーザル谷線） - ホェルリーゲルスクロイト。